# Law & Order Toronto: Criminal Intent
Law & Order Toronto: Criminal Intent ist eine kanadische Fernsehserie, die zum Law & Order Franchise von Dick Wolf gehört. Die Serie wurde am 22. Februar 2024 auf CityTv uraufgeführt und umfasst in der ersten Staffel 10 Episoden und wurde in der kanadischen Version von Tassie Cameron entwickelt. In Deutschland wird die Serie seit dem 17. September 2024 in Doppelfolgen vom Pay-TV-Sender 13th Street ausgestrahlt. Im Juni wurde die Verlängerung um eine zweite und dritte Staffel bekanntgegeben.

## Handlung
Die Handlung folgt in ähnlicher Weise, wie im US-amerikanischen Vorbild aus New York, einer Gruppe spezialisierter Polizisten des fiktionalen Toronto Police Department, die sich mit Mord und Korruption im Großraum Toronto beschäftigen.

## Besetzung und Synchronisation
Die Synchronisation entstand nach einem Dialogbuch von Markus Engelhardt für die Arena Synchron GmbH, Berlin. Die Dialogregie führten Ralph Beckmann und Manuel Doerr.
| Rolle                       | Darsteller            | Synchronstimme   |
| --------------------------- | --------------------- | ---------------- |
| DS Henry Graff              | Aden Young            | Torben Liebrecht |
| DS Frankie Bateman          | Kathleen Munroe       | Magdalena Helmig |
| Staatsanwalt Theo Forrester | K. C. Collins         | Vincent Fallow   |
| DI Vivienne Holness         | Karen Robinson        | Anne Moll        |
| Mark Yohannes               | Araya Mengesha        | Alex Friedland   |
| Dr. Lucy Da Silva           | Nicola Correia-Damude | Meike Finck      |

## Episodenliste
| Nr. (ges.) | Nr. (St.) | Deutscher Titel             | Originaltitel         | Erstveröffentlichung USA | Deutschsprachige Erstveröffentlichung (D) | Regie            | Drehbuch                         |
| --- | --------- | --------------------------- | --------------------- | ------------------------ | ----------------------------------------- | ---------------- | -------------------------------- |
| 1 | 1         | Der Schlüssel zum Glück     | The Key to the Castel | 22. Feb. 2024            | 17. Sep. 2024                             | Holly Dale       | Tassie Cameron                   |
| Ist ein Millionär und Krypto-Investor wirklich von Bord seiner Luxusjacht gestürzt oder ist sein Tod nur vorgetäuscht? Graff und Bateman schauen sich die Finanzen des Opfers genauer an und stellen fest, dass sämtliche Investitionen der Anleger verschwunden sind. |           |                             |                       |                          |                                           |                  |                                  |
| 1 | 2         | Gute Nachbarn               | Good Neighbours       | 29. Feb. 2024            | 17. Sep. 2024                             | Peter Stebbings  | Sam Godfrey                      |
| Nach einer Schießerei mit vier Toten findet das Team am Tatort Spuren von einem Fall, der seit 20 Jahren ungelöst ist. Jetzt müssen Graff und Bateman zwei Mordserien aufklären.                                                                                       |           |                             |                       |                          |                                           |                  |                                  |
| 1 | 3         | Die echte Eve               | The Real Eve          | 7. März 2024             | 24. Sep. 2024                             | Holly Dale       | Jillian Locke                    |
| In der Kunstakademie von Ontario wird eine Professorin und Malerin tot aufgefunden. Um den Täter zu schnappen, müssen sich Graff und Bateman mit dem Werk der Künstlerin beschäftigen.                                                                                 |           |                             |                       |                          |                                           |                  |                                  |
| 1 | 4         | Tod einer Reporterin        | Crack Reporter        | 14. März 2024            | 24. Sep. 2024                             | David Wellington | Sherry White                     |
| Torontos Bürgermeister scheint Dreck am Stecken zu haben, eine Journalistin droht ihn bloßzustellen. Als ihr die Kehle durchgeschnitten wird, suchen die Ermittler im Umfeld des Politikers nach dem Täter.                                                            |           |                             |                       |                          |                                           |                  |                                  |
| 1 | 5         | Ausgenutzte Liebe           | Bleeding Heart        | 21. März 2024            | 1. Okt. 2024                              | Sudz Sutherland  | Annmarie Morais                  |
| Hat Sam beruflich nicht nur Autos zugelassen, sondern auch für ein Verbrechersyndikat gearbeitet? Für Graff und Bateman stellt sich bei diesem Mord die Frage: wer ist Opfer und wer Verbrecher?                                                                       |           |                             |                       |                          |                                           |                  |                                  |
| 1 | 6         | Große Fische, kleine Fische | Minnow and the Shark  | 11. Apr. 2024            | 1. Okt. 2024                              | Rachel Leiterman | Aubrey Nealon                    |
| Ein Schuss und der Auftragskiller hat seinen Job erledigt: Die Chefin eines führenden Unternehmens für Lebensmittel ist tot. Jetzt müssen die Cops in dem knallharten Business nach einem Motiv suchen.                                                                |           |                             |                       |                          |                                           |                  |                                  |
| 1 | 7         | Das Schweigen der Opfer     | The Sound of Silence  | 18. Apr. 2024            | 8. Okt. 2024                              | Winnifred Jong   | Tassie Cameron & Noelle Carbone  |
| Der Koffer in einem VW-Bus ist selbst für altgediente Polizisten ein furchtbarer Anblick: Die Überreste einer jungen Frau führen Graff und Bateman zu einem großen Me-Too-Skandal.                                                                                     |           |                             |                       |                          |                                           |                  |                                  |
| 1 | 8         | Tod auf dem Eis             | Boys Will Be Boys     | 2. Mai 2024              | 8. Okt. 2024                              | David Straiton   | Noelle Carbone & Annmarie Morais |
| 1 | 9         | Drei Punkte                 | Three Points          | 9. Mai 2024              | 15. Okt. 2024                             | Holly Dale       | Tassie Cameron                   |
| Der Mord an einem Künstler scheint nicht der einzige zu sein, mit dem es das Team zu tun hat. Die gesamte Abteilung sucht nach einem Serienmörder, der Toronto in Angst und Schrecken versetzt.                                                                        |           |                             |                       |                          |                                           |                  |                                  |
| 1 | 10        | Sackgasse                   | Cul-De-Sac            | 16. Mai 2024             | 15. Okt. 2024                             | Sharon Lewis     | Sam Godfrey & Jillian Locke      |
| In einer Straße von Toronto liegt die Leiche der renommierten Strafverteidigerin Fenwick. Die taffe Anwältin hat prominente und reiche Klienten betreut, entsprechend heikel sind die Ermittlungen.                                                                    |           |                             |                       |                          |                                           |                  |                                  |